# Giulio Bonfiglio
Giulio Bonfiglio, né à Agrigente le 11 mai 1896, mort dans cette même ville le 24 décembre 1958, est un homme politique italien, deuxième président de l'Assemblée régionale sicilienne.

## Biographie
Avocat à Agrigente après un diplôme obtenu à l'université de Naples, il devient un criminaliste reconnu.
Combattant durant la Première Guerre mondiale, il est décoré de la médaille d'argent et de la médaille de bronze de la valeur militaire. Il crée ensuite une section d'anciens combattants à Agrigente qu'il préside pendant sept ans.
En 1924, il se présente aux élections générales sur la liste du Parti populaire, mais échoue à se faire élire à 180 voix. Il délaisse la politique sous le régime fasciste auquel il s'oppose.
Après le Débarquement allié, il est nommé administrateur public, et préside l'hôpital d'Agrigente.
Aux élections régionales de 1951, il se présente à l'Assemblée régionale sicilienne sous les couleurs de la Démocratie chrétienne et, élu, est choisi pour la présider.
Réélu en 1955, il est conseiller pour l'industrie et le commerce dans le 3e gouvernement Alessi (27 juillet 1955-27 septembre 1956) puis pour le travail dans le 2e gouvernement La Loggia (25 novembre 1957-30 octobre 1958), il meurt quelques semaines la démission de La Loggia.
Il est le père d'Angelo Bonfiglio, président de l'ARS puis de la Région sicilienne dans les années 1970.